# Torneo Regional 1968
El Torneo Regional 1968 fue la segunda edición de este torneo organizado por la AFA, manteniendo el formato del certamen anterior. El certamen representó a 19 provincias, siendo Buenos Aires la única con 3 representantes.
El torneo consagró 4 ganadores, que clasificaron al Campeonato Nacional, mientras que los segundos clasificaron al Torneo Promocional del mismo año.

## Equipos participantes
| Grupo   | Club                                  | Ciudad                | Provincia           | Liga                            |
| ------- | ------------------------------------- | --------------------- | ------------------- | ------------------------------- |
| Grupo A | Central Córdoba (Santiago del Estero) | Santiago del Estero   | Santiago del Estero | Liga Santiagueña de Fútbol      |
| Grupo A | Juventud Antoniana                    | Salta                 | Salta               | Liga Salteña de Fútbol          |
| Grupo A | Gimnasia y Esgrima (Jujuy)            | San Salvador de Jujuy | Jujuy               | Liga Jujeña de Fútbol           |
| Grupo A | San Martín (Tucumán)                  | San Miguel de Tucumán | Tucumán             | Liga Tucumana de fútbol         |
| Grupo A | Sarmiento (Catamarca)                 | Catamarca             | Catamarca           | Liga Catamarqueña de Fútbol     |
| Grupo B | Primero de Mayo                       | Formosa               | Formosa             | Liga Formoseña de Fútbol        |
| Grupo B | Belgrano (Córdoba)                    | Córdoba               | Córdoba             | Liga cordobesa de fútbol        |
| Grupo B | Guaraní Antonio Franco                | Posadas               | Misiones            | Liga Posadeña de Fútbol         |
| Grupo B | Huracán Corrientes                    | Corrientes            | Corrientes          | Liga Correntina de Fútbol       |
| Grupo B | Sarmiento (Resistencia)               | Resistencia           | Chaco               | Liga Chaqueña de fútbol         |
| Grupo B | Sportivo Urquiza                      | Paraná                | Entre Ríos          | Liga Paranaense de Fútbol       |
| Grupo C | Independiente Rivadavia               | Mendoza               | Mendoza             | Liga Mendocina de Fútbol        |
| Grupo C | Lafinur                               | San Luis              | San Luis            | Liga Sanluiseña de fútbol       |
| Grupo C | San Martín (San Juan)                 | San Juan              | San Juan            | Liga Sanjuanina de Fútbol       |
| Grupo C | Tiro y Gimnasia (Centenario)          | Centenario            | Neuquén             | Liga de Fútbol del Neuquén      |
| Grupo C | Unión (La Rioja)                      | La Rioja              | La Rioja            | Liga Riojana de Fútbol          |
| Grupo D | All Boys (Santa Rosa)                 | Santa Rosa            | La Pampa            | Liga Cultural de Fútbol         |
| Grupo D | Comferpet                             | Comodoro Rivadavia    | Chubut              | Liga de Fútbol Valle del Chubut |
| Grupo D | El Ciclón                             | Carmen de Patagones   | Buenos Aires        | Liga Rionegrina de Fútbol       |
| Grupo D | Huracán (Ingeniero White)             | Ingeniero White       | Buenos Aires        | Liga del Sur (Bahía Blanca)     |
| Grupo D | San Lorenzo (Mar del Plata)           | Mar del Plata         | Buenos Aires        | Liga Marplatense de fútbol      |

## Etapa preliminar
| 1 de julio | Compañía Ferrocarrilera de Petróleo | 6:1 | Guillermo Brown |  |  |

| 7 de julio | Guillermo Brown | 2:2 | Compañía Ferrocarrilera de Petróleo |  |  |

|  | Compañía Ferrocarrilera de Petróleo se clasificó al Torneo Regional. |

## Primera etapa
Primera ronda
| Fechas      | Local en la ida        |   | Global |   | Local en la vuelta |
| ----------- | ---------------------- | - | ------ | - | ------------------ |
| 14 de julio | Gimnasia y Esgrima (J) | 1 | 3 - 2  | 1 | Juventud Antoniana |
| 21 de julio | Gimnasia y Esgrima (J) | 2 | 3 - 2  | 1 | Juventud Antoniana |

Segunda ronda
| Fechas      | Local en la ida |   | Global |   | Local en la vuelta     |
| ----------- | --------------- | - | ------ | - | ---------------------- |
| 28 de julio | Central Córdoba | 1 | 4 - 1  | 1 | Gimnasia y Esgrima (J) |
| 4 de agosto | Central Córdoba | 3 | 4 - 1  | 0 | Gimnasia y Esgrima (J) |
| 28 de julio | Sarmiento (C)   | 0 | 0 - 3  | 3 | San Martín (T)         |
| 4 de agosto | Sarmiento (C)   | 0 | 0 - 3  | 0 | San Martín (T)         |

| Grupo A                    | Grupo A        | Grupo A                    | Grupo A                      | Grupo A        | Grupo A        | Grupo A        | Grupo A        | Grupo A        | Grupo A        | Grupo A        | Grupo A        |
| Partido de ida             | Partido de ida | Partido de ida             | Partido de ida               | Partido de ida | Partido de ida | Partido de ida | Partido de ida | Partido de ida | Partido de ida | Partido de ida | Partido de ida |
| Local                      | Resultado      | Visitante                  | Goles                        | Fecha          |                |                |                |                |                |                |                |
| -------------------------- | -------------- | -------------------------- | ---------------------------- | -------------- | -------------- | -------------- | -------------- | -------------- | -------------- | -------------- | -------------- |
| Gimnasia y Esgrima         | 1 - 1          | Juventud Antoniana         | 44' Campos; 21' Palavecino   | 14 de julio    |                |                |                |                |                |                |                |
| Partido de vuelta          |                |                            |                              |                |                |                |                |                |                |                |                |
| Juventud Antoniana (Salta) | 1 - 2          | Gimnasia y Esgrima (Jujuy) | 33' Ruiz; 19', 28' D.Quevedo | 21 de julio    |                |                |                |                |                |                |                |

| Grupo B                      | Grupo B         | Grupo B                      | Grupo B                                       | Grupo B         | Grupo B         | Grupo B         | Grupo B         | Grupo B         | Grupo B         | Grupo B         | Grupo B         |
| Partidos de ida              | Partidos de ida | Partidos de ida              | Partidos de ida                               | Partidos de ida | Partidos de ida | Partidos de ida | Partidos de ida | Partidos de ida | Partidos de ida | Partidos de ida | Partidos de ida |
| Local                        | Resultado       | Visitante                    | Goles                                         | Fecha           |                 |                 |                 |                 |                 |                 |                 |
| ---------------------------- | --------------- | ---------------------------- | --------------------------------------------- | --------------- | --------------- | --------------- | --------------- | --------------- | --------------- | --------------- | --------------- |
| 1.° de Mayo (Formosa)        | 0 - 3           | Huracán (Corrientes)         | 35' Aguirre, 38', 75' Acosta                  | 14 de julio     |                 |                 |                 |                 |                 |                 |                 |
| Guaraní A. Franco (Misiones) | 3 - 1           | Urquiza (Entre Ríos)         | 32' Chamorro, 43', 72' Recalde; 69' Garcilaso | 14 de julio     |                 |                 |                 |                 |                 |                 |                 |
| Partidos de vuelta           |                 |                              |                                               |                 |                 |                 |                 |                 |                 |                 |                 |
| Huracán (Corrientes)         | 1 - 1           | 1.º de Mayo (Formosa)        | 89' Aguirre; 88' Recalde                      | 21 de julio     |                 |                 |                 |                 |                 |                 |                 |
| Urquiza (Entre Ríos)         | 1 - 1           | Guaraní A. Franco (Misiones) | 50' Velázquez; 89' Britez                     | 21 de julio     |                 |                 |                 |                 |                 |                 |                 |

| Grupo C            | Grupo C        | Grupo C            | Grupo C        | Grupo C        | Grupo C        | Grupo C        | Grupo C        | Grupo C        | Grupo C        | Grupo C        | Grupo C        |
| Partido de ida     | Partido de ida | Partido de ida     | Partido de ida | Partido de ida | Partido de ida | Partido de ida | Partido de ida | Partido de ida | Partido de ida | Partido de ida | Partido de ida |
| ------------------ | -------------- | ------------------ | -------------- | -------------- | -------------- | -------------- | -------------- | -------------- | -------------- | -------------- | -------------- |
| Unión (La Rioja)   | 3 - 1          | Lafinur (San Luis) | ???????????    | 14 de julio    |                |                |                |                |                |                |                |
| Partido de vuelta  |                |                    |                |                |                |                |                |                |                |                |                |
| Lafinur (San Luis) | 1 - 0          | Unión (La Rioja)   | 54' Escudero   | 21 de julio    |                |                |                |                |                |                |                |

| Grupo D               | Grupo D        | Grupo D               | Grupo D                                                 | Grupo D        | Grupo D        | Grupo D        | Grupo D        | Grupo D        | Grupo D        | Grupo D        | Grupo D        |
| Partido de ida        | Partido de ida | Partido de ida        | Partido de ida                                          | Partido de ida | Partido de ida | Partido de ida | Partido de ida | Partido de ida | Partido de ida | Partido de ida | Partido de ida |
| --------------------- | -------------- | --------------------- | ------------------------------------------------------- | -------------- | -------------- | -------------- | -------------- | -------------- | -------------- | -------------- | -------------- |
| El Ciclón (Río Negro) | 0 - 0          | Comferpet (Chubut)    | -                                                       | 14 de julio    |                |                |                |                |                |                |                |
| Partido de vuelta     |                |                       |                                                         |                |                |                |                |                |                |                |                |
| Comferpet (Chubut)    | 4 - 1          | El Ciclón (Río Negro) | 10', 55' Acosta, 40' Cárdenas, 90' Zúñiga; 52' Riveiros | 21 de julio    |                |                |                |                |                |                |                |

## Segunda etapa
| Grupo A                    | Grupo A         | Grupo A                               | Grupo A                     | Grupo A         | Grupo A         | Grupo A         | Grupo A         | Grupo A         | Grupo A         | Grupo A         | Grupo A         |
| Partidos de ida            | Partidos de ida | Partidos de ida                       | Partidos de ida             | Partidos de ida | Partidos de ida | Partidos de ida | Partidos de ida | Partidos de ida | Partidos de ida | Partidos de ida | Partidos de ida |
| Local                      | Resultado       | Visitante                             | Goles                       | Fecha           |                 |                 |                 |                 |                 |                 |                 |
| -------------------------- | --------------- | ------------------------------------- | --------------------------- | --------------- | --------------- | --------------- | --------------- | --------------- | --------------- | --------------- | --------------- |
| C.Córdoba (Sgo.del Estero) | 1 - 1           | Gimnasia y Esgrima (Jujuy)            | -                           | 28 de julio     |                 |                 |                 |                 |                 |                 |                 |
| Sarmiento (Catamarca)      | 0 - 3           | San Martín (Tucumán)                  | -                           | 28 de julio     |                 |                 |                 |                 |                 |                 |                 |
| Partidos de vuelta         |                 |                                       |                             |                 |                 |                 |                 |                 |                 |                 |                 |
| Gimnasia y Esgrima (Jujuy) | 0 - 3           | Central Córdoba (Santiago del Estero) | 27', 80' Luñiz, 85' Córdoba | 4 de Agosto     |                 |                 |                 |                 |                 |                 |                 |
| San Martín (Tucumán)       | 0 - 0           | Sarmiento (Catamarca)                 | -                           | 4 de Agosto     |                 |                 |                 |                 |                 |                 |                 |

| Grupo B                     | Grupo B         | Grupo B                      | Grupo B                                                           | Grupo B         | Grupo B         | Grupo B         | Grupo B         | Grupo B         | Grupo B         | Grupo B         | Grupo B         |
| Partidos de ida             | Partidos de ida | Partidos de ida              | Partidos de ida                                                   | Partidos de ida | Partidos de ida | Partidos de ida | Partidos de ida | Partidos de ida | Partidos de ida | Partidos de ida | Partidos de ida |
| Local                       | Resultado       | Visitante                    | Goles                                                             | Fecha           |                 |                 |                 |                 |                 |                 |                 |
| --------------------------- | --------------- | ---------------------------- | ----------------------------------------------------------------- | --------------- | --------------- | --------------- | --------------- | --------------- | --------------- | --------------- | --------------- |
| Huracán (Corrientes)        | 1 - 0           | Sarmiento (Chaco)            | -                                                                 | 28 de julio     |                 |                 |                 |                 |                 |                 |                 |
| Guaraní A.Franco (Misiones) | 0 - 0           | Belgrano (Córdoba)           | -                                                                 | 28 de julio     |                 |                 |                 |                 |                 |                 |                 |
| Partidos de vuelta          |                 |                              |                                                                   |                 |                 |                 |                 |                 |                 |                 |                 |
| Sarmiento (Chaco)           | 0 - 0           | Huracán (Corrientes)         | -                                                                 | 4 de Agosto     |                 |                 |                 |                 |                 |                 |                 |
| Belgrano (Córdoba)          | 3 - 2           | Guaraní A. Franco (Misiones) | 9' Altamirano, 14' Licciardi, 88' Syeyyguli; 13' Gómez, 59' López | 4 de Agosto     |                 |                 |                 |                 |                 |                 |                 |

| Grupo C                    | Grupo C         | Grupo C                           | Grupo C                                                             | Grupo C         | Grupo C         | Grupo C         | Grupo C         | Grupo C         | Grupo C         | Grupo C         | Grupo C         |
| Partidos de ida            | Partidos de ida | Partidos de ida                   | Partidos de ida                                                     | Partidos de ida | Partidos de ida | Partidos de ida | Partidos de ida | Partidos de ida | Partidos de ida | Partidos de ida | Partidos de ida |
| Local                      | Resultado       | Visitante                         | Goles                                                               | Fecha           |                 |                 |                 |                 |                 |                 |                 |
| -------------------------- | --------------- | --------------------------------- | ------------------------------------------------------------------- | --------------- | --------------- | --------------- | --------------- | --------------- | --------------- | --------------- | --------------- |
| Unión (La Rioja)           | 2 - 4           | San Martín (San Juan)             | -                                                                   | 28 de julio     |                 |                 |                 |                 |                 |                 |                 |
| Tiro y Gimnasia (Neuquén)  | 0 - 5           | Independiente Rivadavia (Mendoza) | -                                                                   | 28 de julio     |                 |                 |                 |                 |                 |                 |                 |
| Partidos de vuelta         |                 |                                   |                                                                     |                 |                 |                 |                 |                 |                 |                 |                 |
| San Martín (San Juan)      | 5 - 1           | Unión (La Rioja)                  | 32' Diz, 34' J.González, 85' Godoy, 89' Rius, 90' Molina; 15' Pérez | 4 de Agosto     |                 |                 |                 |                 |                 |                 |                 |
| Indep. Rivadavia (Mendoza) | 3 - 0           | Tiro y Gimnasia (Neuquén)         | 1', 30' López, 64' Cabral                                           | 4 de Agosto     |                 |                 |                 |                 |                 |                 |                 |

| Grupo D                     | Grupo D         | Grupo D                     | Grupo D                                                                        | Grupo D         | Grupo D         | Grupo D         | Grupo D         | Grupo D         | Grupo D         | Grupo D         | Grupo D         |
| Partidos de ida             | Partidos de ida | Partidos de ida             | Partidos de ida                                                                | Partidos de ida | Partidos de ida | Partidos de ida | Partidos de ida | Partidos de ida | Partidos de ida | Partidos de ida | Partidos de ida |
| Local                       | Resultado       | Visitante                   | Goles                                                                          | Fecha           |                 |                 |                 |                 |                 |                 |                 |
| --------------------------- | --------------- | --------------------------- | ------------------------------------------------------------------------------ | --------------- | --------------- | --------------- | --------------- | --------------- | --------------- | --------------- | --------------- |
| Comferpet (Chubut)          | 1 - 2           | Huracán (Bahía Blanca)      | -                                                                              | 28 de julio     |                 |                 |                 |                 |                 |                 |                 |
| San Lorenzo (Mar del Palta) | 2 - 1           | All Boys (La Pampa)         | -                                                                              | 28 de julio     |                 |                 |                 |                 |                 |                 |                 |
| Partidos de vuelta          |                 |                             |                                                                                |                 |                 |                 |                 |                 |                 |                 |                 |
| Huracán (Bahía Blanca)      | 4 - 2           | Comferpet (Chubut)          | 14' Giustini, 44', 65' Solís, 55' Ferlich; 54' Cárdenas, 90' Acosta            | 4 de Agosto     |                 |                 |                 |                 |                 |                 |                 |
| All Boys (La Pampa)         | [2]2-1[3]       | San Lorenzo (Mar del Palta) | 8' Cejas, 55' Santos; 42' Legarda e/c; pen.:Orrego [ABLP] 2;Giannini [SLMDP] 3 | 4 de Agosto     |                 |                 |                 |                 |                 |                 |                 |

## Etapa final

### Grupo A
| Local                      | Resultado | Visitante                             | Goles                            | Fecha        |
| -------------------------- | --------- | ------------------------------------- | -------------------------------- | ------------ |
| C.Córdoba (Sgo.del Estero) | 0 - 0     | San Martín (Tucumán)                  | -                                | 15 de agosto |
| San Martín (Tucumán)       | 3 - 0     | Central Córdoba (Santiago del Estero) | 40', 89' Del Prado, 67' Ferreyra | 18 de agosto |

### Grupo B
| Local                | Resultado | Visitante            | Goles            | Fecha        |
| -------------------- | --------- | -------------------- | ---------------- | ------------ |
| Huracán (Corrientes) | 0 - 2     | Belgrano (Córdoba)   | 33', 49' Mamelli | 11 de agosto |
| Belgrano (Córdoba)   | 1 - 0     | Huracán (Corrientes) | 46' Altamirano   | 15 de agosto |

### Grupo C
| Local                             | Resultado | Visitante                         | Goles                                       | Fecha        |
| --------------------------------- | --------- | --------------------------------- | ------------------------------------------- | ------------ |
| San Martín (San Juan)             | 1 - 4     | Independiente Rivadavia (Mendoza) | 60' Diz; 16' Pastorini, 28', 36', 84' López | 11 de agosto |
| Independiente Rivadavia (Mendoza) | 0 - 1     | San Martín (San Juan)             | 37' González                                | 15 de agosto |

### Grupo D
| Local                       | Resultado | Visitante                   | Goles            | Fecha        |
| --------------------------- | --------- | --------------------------- | ---------------- | ------------ |
| Huracán (Bahía Blanca)      | 2 - 0     | San Lorenzo (Mar del Palta) | 26', 49' Rosales | 11 de agosto |
| San Lorenzo (Mar del Palta) | 1 - 0     | Huracán (Bahía Blanca)      | 20' Arce         | 17 de agosto |

## Clasificados

### Al Nacional
- San Martín (Tucumán)
- Belgrano (Córdoba)
- Independiente Rivadavia (Mendoza)
- Huracán (Ingeniero White)

### Al Promocional
- Central Córdoba (Santiago del Estero)
- Huracán (Corrientes)
- San Lorenzo (Mar del Plata)
- San Martín (San Juan)